# Centro Costarricense de Producción Cinematográfica
Centro Costarricense de Producción Cinematográfica (también conocido como Centro de Cine) es un ente independiente en sus funciones, aunque continúa adscrito al Ministerio de Cultura y Juventud. Tiene como objetivo resguardar e incentivar la producción audiovisual y cinematográfica de Costa Rica.

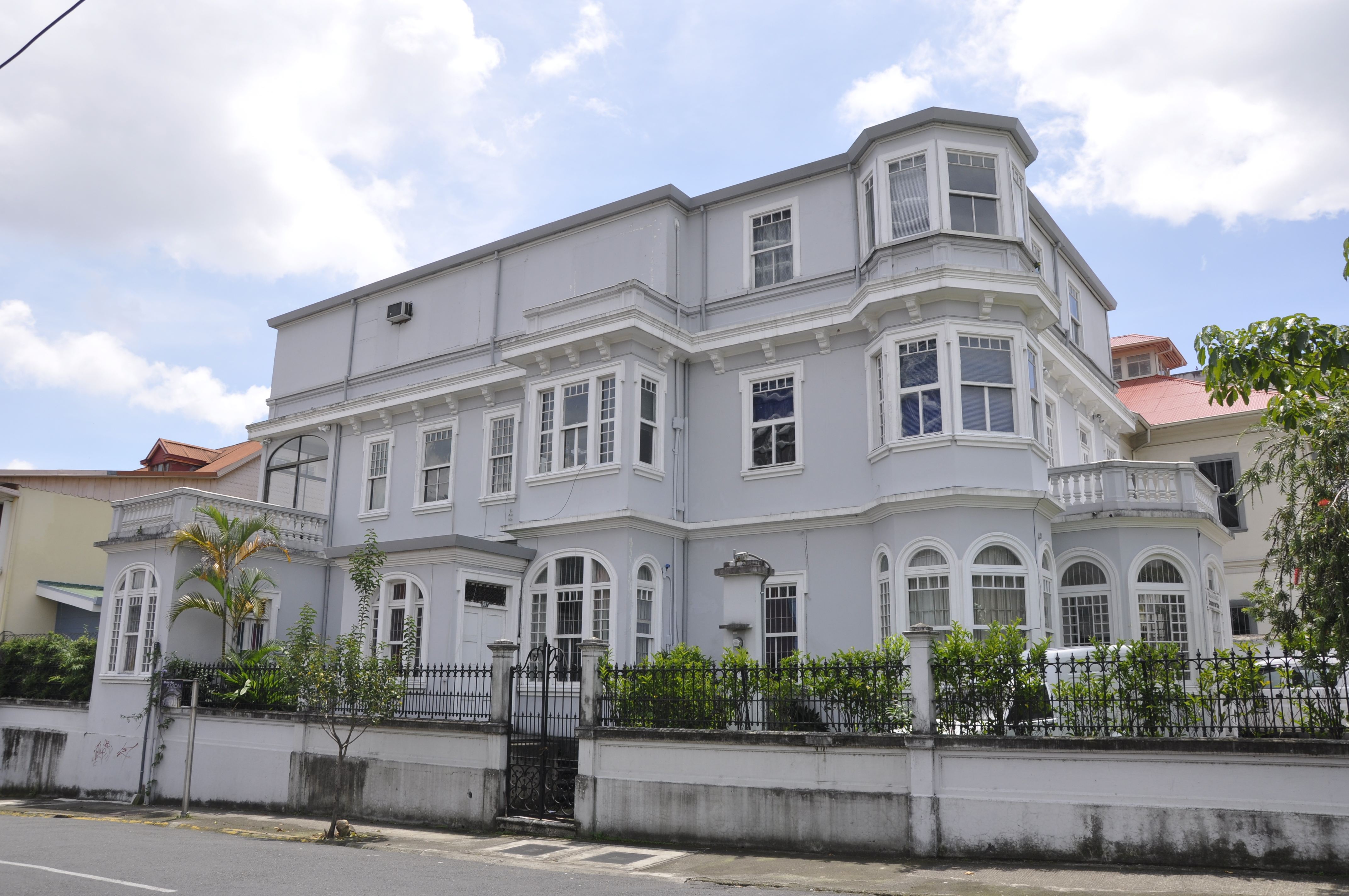
Edificio del Centro Costarricense de Producción Cinematográfica.

## Historia
El Centro Costarricense de Producción Cinematográfica fue creado en 1973 con el nombre de Departamento de Cine del Ministerio de Cultura, que había sido creado en 1971. Cuatro años después (en 1977), durante la administración de Daniel Oduber Quirós, se promulgó la ley 6158, que le dio su nombre actual. La creación de esta institución se logró gracias al aporte del Programa de Desarrollo de las Naciones Unidas. La idea original surgió de María de los Ángeles Kitico Moreno, quien había estudiado cine en Londres y se convirtió en la primera directora de Centro de Cine.
En un inicio, el Centro de Cine agrupó a varios jóvenes que, a pesar de tener diversas procedencias (teatro, periodismo, radio, fotografía), se convirtieron pronto en cineastas. Formaron parte de este grupo Ingo Niehaus, Carlos Freer, Víctor Vega, Carlos M. Sáenz y Antonio Yglesias, quien estudió Dirección y Edición de Cine en el Centro Sperimentale, en Roma, Italia. Entre 1973 y 1986, el Centro de Cine produjo unas 75 películas en formato de 16 mm. La primera película fue "Agonía en la montaña", un documental de 23 minutos en blanco y negro sobre el tema de la deforestación. Esta cinta fue transmitida por cadena nacional de televisión en abril de 1974. Luego se desarrollaron otros documentales, cuya temática normalmente giraba en torno a los problemas nacionales. Por ejemplo, la desnutrición, el alcoholismo, la prostitución, los problemas penitenciarios, etc. De esta época, destacan doumentales como "La cultura del guaro" de Carlos Freer y "Puerto Limón" de Víctor Vega.
La crisis económica de la década de los ochenta afectó gravemente al Centro de Cine, el cual tuvo que suspender la producción de películas. Entonces, la institución reorientó su labor hacia la conservación del material cinematográfico. Se creó el Archivo de Imagen Francisco Montero, el cual resguarda más de 10 mil metros de película de valor histórico. Más adelante, a inicios de la década de los noventa, el Centro de Cine se orientó también hacia la promoción y difusión de las artes audiovisuales. Para tal efecto, creó la Muestra de Cine y Video, la cual se viene realizando anualmente desde 1992. En este evento participan productores audiovisuales que compiten por premios en varias categorías: Mejor Documental, Mejor Ficción, Sonido, Animación, etc.. Actualmente, la muestra no solamente es coordinada por el Centro de Cine y el Centro Cultural de España, sino por Cinealianza y la Asociación Costarricense de Productores y Realizadores Audiovisuales.
El hecho más importante de este periodo lo constituye, sin lugar a dudas, la restauración del primer largometraje costarricense: "El retorno". Esta película muda fue dirigida por el italiano A. F. Bertone, con el camarógrafo Walter Bolandi. El guion fue obra del escritor costarricense Gonzalo Chacón Trejos. La interpretación estuvo a cargo de actores costarricenses no profesionales (Rodrigo Tinoco, María Eugenia del Barco, Abelardo castro). Esta película fue reestrenada en San José en noviembre de 1995, 65 años después de haber sido proyectada por primera vez, como parte de las celebraciones mundiales por el centenario del cine.

## Lunes de Cinemateca
Más recientemente, en el 2003, se inició la transmisión del programa Lunes de Cinemateca, a cargo del periodista Roberto García. Este programa es una coproducción del Centro de Cine con el canal 15 de la Universidad de Costa Rica y el Canal 13. A la fecha, se han realizado más de 250 programas, los cuales tienen como objetivo presentar obras audiovisuales de creadores costarricenses y entrevistas con productores y directores del medio audiovisual costarricense.
Actualmente su director es Raciel del Toro.